# Puerto Barrios
Puerto Barrios is een stad en gemeente in Guatemala en is de hoofdplaats van het departement Izabal.
Puerto Barrios telt 115.000 inwoners.
Puerto Barrios is de belangrijkste havenstad van Guatemala aan de kust van de Caribische zee. De stad is vernoemd naar de vroegere Guamalteekse president Justo Rufino Barrios Auyón.
In de bloeitijd van Puerto Barrios liep de gehele export van bananen via deze haven. Puerto Barrios was het eindpunt van de eerste spoorlijn van Guatemala. Tegenwoordig loopt het handelsverkeer overwegend via de haven van Santo Tomás de Castilla. Deze plaats ligt enkele kilometers zuidwestelijk van Puerto Barrios.